# Kolinsonia
Kolinsonia (Collinsonia L.) – rodzaj roślin z rodziny jasnotowatych. Obejmuje 11 gatunków, z których 7 rośnie we wschodniej Azji (wschodnie Chiny i Japonia), a 4 we wschodniej części Ameryki Północnej. Rośliny te występują w lasach nizinnych i górskich. Jeden gatunek – C. canadensis – wykorzystywany był jako roślina lecznicza.

## Morfologia
PokrójAromatyczne, często o zapachu cytrynowym byliny.
LiścieCzęsto okazałe, naprzemianległe lub skupione w nibyokółki. Blaszki nierówno ząbkowane.
KwiatyDwukwiatowe okółki tworzą szczytowe grono. Przysadek brak, podsadki są drobne. Kielich jest dzwonkowaty, dwuwargowy, z górną wargą krótszą, wewnątrz owłosiony. Dwuwargowa korona jest biała, żółtawa lub czerwonawa. Dolna warga jest trójłatkowa, z łatką środkową płaską, całobrzegą lub wcinaną. Rurka długa, zwykle wystająca z kielicha. Pręciki są cztery, dwusilne, czasem górne są zredukowane i płonne. Pylniki zwykle wystają z rurki korony, rzadziej są w niej schowane.
OwoceRozłupki zredukowane do jednej, czasem dwóch, kulistawe lub półkuliste, gładkie lub siateczkowate na powierzchni.

## Systematyka
Pozycja systematyczna
Rodzaj z plemienia Elsholtzieae z podrodziny Nepetoideae należącej do rodziny jasnotowatych Lamiaceae.
Wykaz gatunków
- Collinsonia anisata Sims
- Collinsonia australis (C.Y.Wu & H.W.Li) Harley
- Collinsonia canadensis L. – kolinsonia kanadyjska[5]
- Collinsonia elsholtzioides (Merr.) Harley
- Collinsonia glandulosa (C.Y.Wu) Harley
- Collinsonia japonica (Miq.) Harley
- Collinsonia macrobracteata (Masam.) Harley
- Collinsonia punctata Elliott
- Collinsonia sinensis (Diels) Harley
- Collinsonia szechuanensis (C.Y.Wu) Harley
- Collinsonia verticillata Baldwin ex Elliott